# Заполье (Емецкое сельское поселение, у д. Сухарево)
Заполье — деревня в Холмогорском районе Архангельской области.

## География
Находится в центральной части Архангельской области на расстоянии приблизительно 2 км на север-северо-восток по прямой от села Емецк на левобережье реки Емца.

## История
В 1859 году здесь (тогда деревня Холмогорского уезда Архангельской губернии) было учтено 5 дворов, в 1905 — 8. До 2022 года входила в Емецкое сельское поселение до его упразднения.

## Население
Численность населения: 40 человек (1859 год), 134 (1905), 0 в 2010.